# Courtney (Mondkrater)
Courtney ist ein sehr kleiner Einschlagkrater auf der nordwestlichen Mondvorderseite, am südwestlichen Rand des Mare Imbrium, zwischen den Kratern Diophantus im Nordwesten und Euler im Südosten.
Courtney als auch einige kleine Oberflächenstrukturen in der Nähe verdanken ihre namentliche Bezeichnung ihrem Erscheinen auf dem Blatt 39B3/S1 (Zahia) der Topophotomap-Kartenserie der NASA, die 1976 von der IAU übernommen wurden.
Diese Oberflächenstrukturen sind:
- Rima Zahia, eine Mondrille östlich von Courtney
- Catena Yuri, eine Kraterkette südöstlich von Courtney
- Dorsum Thera, ein Dorsum südwestlich von Courtney

Die Namen dieser Oberflächenstrukturen erscheinen in einer Liste männlicher und weiblicher Vornamen in den Proceedings der 16. Generalversammlung der IAU (Grenoble 1976).